# N-Methylethanolamin
N-Methylethanolamin (zkráceně NMEA) je aminoalkohol se vzorcem CH3NHCH2CH2OH. Jedná se o hořlavou a žíravou bezbarvou viskózní kapalinu. Je meziproduktem při biosyntéze cholinu.
Jelikož má zároveň aminovou i hydroxylovou funkční skupinu, tak je využíván jako meziprodukt při syntéze dalších látek, jako jsou polymery a léčiva. Také se používá jako rozpouštědlo, například při zpracování zemního plynu, kde se používá společně s ethanolaminem a dimethylethanolaminem.

## Výroba
N-Methylethanolamin se vyrábí reakcí ethylenoxidu s přebytkem methylaminu ve vodném roztoku. Přitom vzniká směs (1), který je produktem 1:1 adice, a následnou adicí dalšího ethylenoxidu, tedy 1:2 adicí, vznikajícího methyldiethanolaminu (MDEA) (2):
Za účelem navýšení výtěžku N-methylethanolaminu jsou reaktanty neustále přidávány do reaktoru a reagují s více než dvojnásobným přebytkem methylaminu. Přebytek methylaminu a vody se následně odstraní a NMEA (s teplotou varu 158 °C) a MDEA (vroucí při 243 °C) se oddělí frakční destilací. Poly(methyl-ethanolamin) vznikající další adicí ethylenoxidu zůstává v destilační nádobě.

## Vlastnosti
N-Methylethanolamin je čirá, bezbarvá, hygroskopická s aminovým zápachem, která je mísitelná s vodou a ethanolem v jakémkoliv poměru. Vodné roztoky reagují silně zásaditě (pH 13,6 při 100 g·dm−3 a 20 °C) a jsou tak žíravé. Tato látka je biologicky rozložitelná a vzhledem ke své mísitelnosti s vodou nemá bioakumulativní vlastnosti. NMEA není mutagenní, ale za přítomnosti dusitanů může, protože jde o sekundární amin, vytvářet karcinogenní nitrosaminy.

## Použití
Podobně jako ostatní alkylalkanolaminy se N-methylethanolamin používá jako složka různých barev a nátěrů, kde usnadňuje rozpouštění dalších složek, jako jsou barviva, a také zde slouží jako stabilizátor.
Jako zásada N-methylaminoethanol vytváří s mastnými kyselinami neutrální soli, které se používají jako mýdla s dobrými emulgačními vlastnostmi, která mají využití v textilním průmyslu a kosmetice. Při bělení směsí bavlny a polyesterů se NMEA používá jako zjasňovač.
Methylací N-methylaminoethanolu lze získat dimethylaminoethanol a cholin [(2-hydroxyethyl)-trimethylamoniumchlorid].
Při reakci N-methylaminoethanolu s mastnými kyselinami vznikají dlouhé molekuly N-methyl-N-(2-hydroxyethyl)amidů, které se používají jako neutrální tenzidy. Některé z nich rovněž mohou být použity k úpravě průtoku při zpracování těžkých ropných olejů.
Katalytickou oxidací N-methylaminoethanolu vzniká neproteinogenní aminokyselina sarkosin.
N-methylaminoethanol je stavebním prvkem při výrobě léčiv a také látek na ochranu plodin, objevuje se například v prvním kroku syntézy antihistaminka a antidepresiva mianserinu a neanalgetického léčiva nefopamu.
Podobně jako lze připravit aziridin z aminoethanolu, je také možné připravit N-methylaziridin z N-methylaminoethanolu Wenkerovou syntézou. Tuto reakci lze provést pomocí esteru kyseliny sírové nebo nahrazením hydroxylové skupiny atomem chloru (například pomocí chloridu thionylu nebo kyseliny chlorsírové) za vzniku N-methyl-2-chlorethylaminu a následného přidání silné zásady (čímž se zneutralizuje HCl) při vnitromolekulární nukleofilní substituci:
N-methylaminoethanol reaguje se sulfidem uhličitým za vzniku N-methyl-2-thiazolidinthionu.